# Храм Иоанна Предтечи (Охотника)
Храм святого Иоанна Предтечи «Охотника» (греч. Ναός Αγίου Ιωάννου «Κυνηγού») — приходской храм Афинской архиепископии Элладской православной церкви,  находящийся в Афинах на проспекте Вулиагменис. Современный храм основан в 1955 году, освящён в 1970 году. В храме находятся мощи святого праведного Николая Планаса.

## История
Первый храм, находившийся рядом с современной церковью, был построен в XV веке и являлся подворьем монастыря Иоанна Предтечи «Охотника» на горе Имитос. Название «Охотник» было дано монастырю в честь Василиса Кинигоса (греч. κυνηγός «охотник»), являвшегося настоятелем монастыря в XII веке. 
В 1891 году около храма, вокруг которого ранее были одни поля, появилось небольшое поселение из восьми семей. Поскольку монастырь на горе Имитос в 1833 году прекратил своё существование, то храм стал приходским. Первым настоятелем храма стал священник Николай Планас. Благодаря самоотверженному служению отца Николая, приход церкви значительно увеличился, и было решено построить новый более вместительный храм рядом со старой церковью.  
Новый храм был заложен 4 сентября 1955 года и освящён 18 октября 1970 года. В 2003 году был завершен капитальный ремонт храма, связанный с просадкой его западной части из-за строительства афинского метро (станция «Айос-Иоанис» находится напротив храма). От старой церкви XV века сохранился лишь каменный алтарь, который находится на проспекте Вулиагменис за современным храмом.

## Описание храма

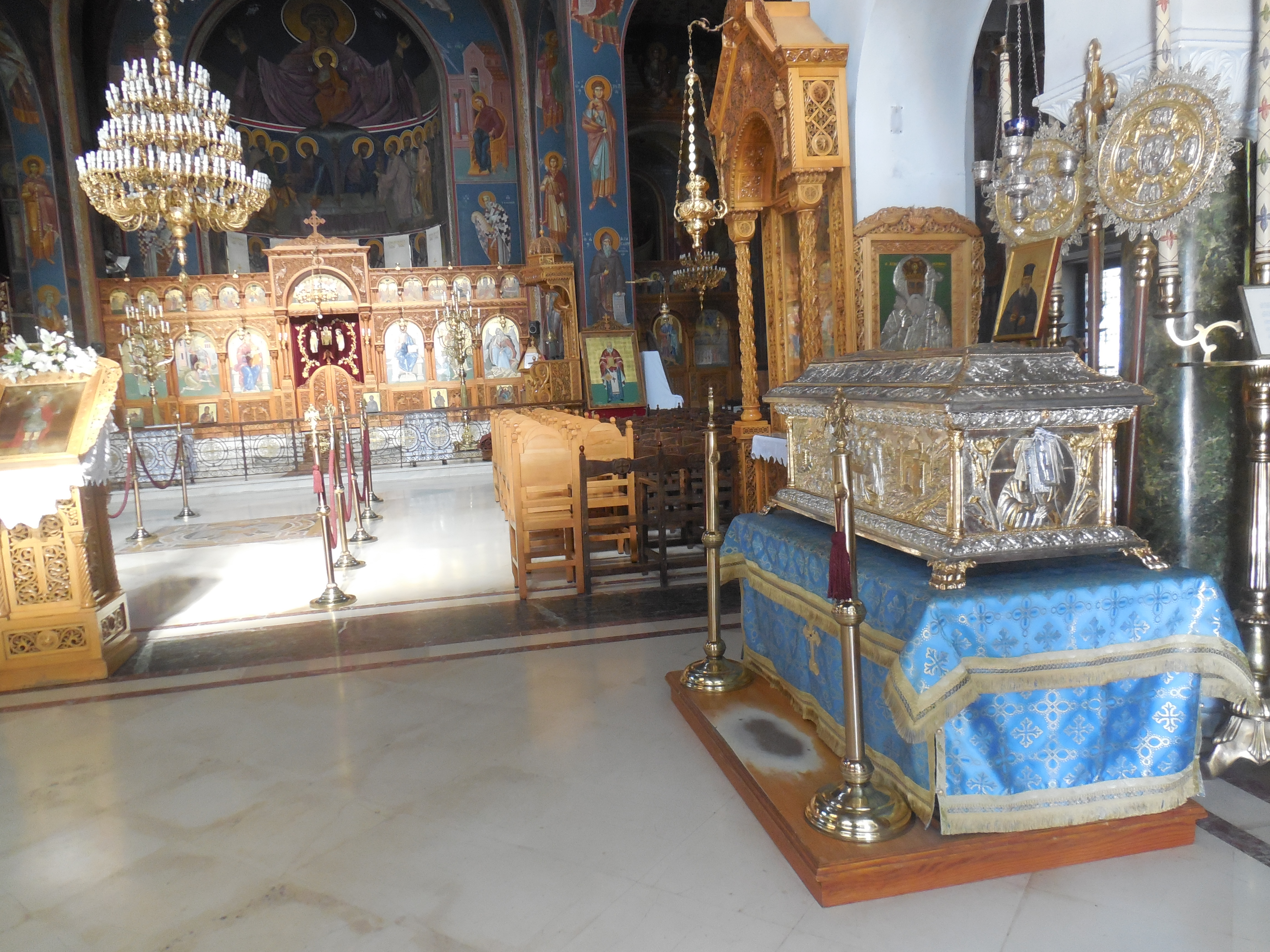
Интерьер храма святого Иоанна «Охотника»

Храм является трехнефным крестово-купольным. Фасад храма украшен аркадой из пяти арок. Справа от притвора находится подземная часовня святого Харалампия. 
Резной деревянный иконостас храма выполнен в 1973 году. Храм расписан греческими иконописцами Г. Карусосом и К. Пандазисом. 
Главной святыней храма являются мощи святого Николая Планаса, помещенные в 1992 году в серебряную раку и находящиеся справа от входа в храм.